# Madison (2020)
Madison, Untertitel Ungebremste Girlpower, ist ein deutsch-österreichischer Spielfilm von Kim Strobl aus dem Jahr 2020 mit Felice Ahrens, Florian Lukas und Maxi Warwel. Premiere war beim Fünf Seen Filmfestival Ende August 2020. Österreich-Premiere war am 10. Juni 2021 auf der Diagonale in Graz. In Deutschland kam der Film am 16. September 2021 in die Kinos, in Österreich am 24. September 2021. Auf KiKA wurde der Film erstmals am 23. September 2022 gezeigt.

## Handlung
Die 12-jährige Madison ist eine Bahnradsportlerin, die dem Vorbild ihres Vaters Timo, einem internationalen Radprofi, nacheifert. Er hat seine Tochter nach dem Zweier-Mannschaftsfahren, einer Disziplin des Bahnradsports, benannt. Aufgrund eines unglücklichen Zwischenfalles muss sie das Trainingscamp verlassen und den Sommer mit ihrer Mutter, die in den Ferien Yoga unterrichtet, in den Tiroler Bergen verbringen. 
Der unfreiwillige Urlaub wirft Madison und ihren Trainingsplan zwar aus der Bahn, allerdings findet sie in Vicky und Jo neue Freunde und tauscht das Rennrad gegen ein Mountainbike. Außerdem gelingt es Madison, Abstand von ihrem disziplinierten Sportlerinnenalltag zu gewinnen und sich vom Erwartungsdruck ihres Vaters zu emanzipieren. Sie erkennt, dass es anstrengend ist als Einzelkämpferin unterwegs zu sein und im Sport auch darum geht, zusammenzuhalten, sich aufeinander verlassen zu können und Spaß zu haben.

## Produktion und Hintergrund
Die Dreharbeiten fanden von Mai bis Juli 2019 in Österreich und Deutschland statt. Gedreht wurde in Serfaus–Fiss–Ladis und Kitzbühel in Tirol, in Erfurt, Gera und Weimar in Thüringen sowie in Kiefersfelden in Bayern. Produziert wurde der Film von der österreichischen Dor Film und der deutschen Tochterfirma Dor Film West (Produzent Danny Krausz). Beteiligt waren der Österreichische Rundfunk, der Mitteldeutsche Rundfunk und KiKA.
Unterstützt wurde der Film vom Österreichischen Filminstitut, dem Filmfonds Wien, von Filmstandort Austria und der Cine Tirol Film Commission, der Filmförderungsanstalt, der Mitteldeutschen Medienförderung, dem Deutschen Filmförderfonds, dem FilmFernsehFonds Bayern und der Beauftragten der Bundesregierung für Kultur und Medien. Die Produktion entstand in Zusammenarbeit mit der Initiative Der besondere Kinderfilm und wurde mit Unterstützung der Akademie für Kindermedien des Fördervereins Deutscher Kinderfilm sowie der Drehbuchklausur des Filmfestival Kitzbühel Fördervereins entwickelt.
Die Kamera führte Stefan Biebl. Für den Ton zeichnete Uve Haußig verantwortlich, für das Kostümbild Mo Vorwerck, für das Szenenbild Maike Althoff und Isabel Eichinger, für das Casting Patrick Dreikauss  und für die Maske Aurora Hummer und Cornelia Ritz.
Die Bahnradsportlerin Pauline Grabosch hatte im Film einen Cameo-Auftritt. In Nebenrollen sind die Downhill-Profis und Youtuber Elias Schwärzler und Gabriel Wibmer zu sehen sind. Als Stunt-Double fungierte die Mountainbikerin Jennifer Schönenberger.

## Rezeption
Die österreichische Jugendmedienkommission vergab eine uneingeschränkte Freigabeempfehlung und eine Positivkennzeichnung  ab 10 Jahren als Coming-of-Age-Film. Der Film erzähle seine Geschichte kind- und jugendgerecht und bliebe dabei fast durchgehend hell und ohne große Aufregungen. Motive wie Lebensziele, Freundschaften und Selbstbestimmung würden unaufgeregt und feinfühlig bearbeitet. Klischeehafte Rollenbilder würden zwar manchmal zu gewollt gebrochen, hervorzuheben sei allerdings die Vorbildwirkung authentischer junger Frauen, die sich ihren Lebensweg, trotz mancher Hürden, selbst suchen.
Die Tiroler Tageszeitung befand, dass Strobl ihr Debüt als flottes Sommerabenteuer mit Bike-Action inszeniere, bei der sie nichts anbrennen lasse und kaum je ins Mühsam-Melodramatische abdrifte. Das mache den Film zu einem kurzweiligen Action-Ausflug nach Tirol. Das auch im reißerischen Untertitel Bikes, Boys & Berge gespiegelte touristische Product Placement schade der Geschichte aber nicht. Nur die strahlenden, gesättigten Bilder seien zuweilen etwas zu Werbespot-ähnlich. Trotzdem bliebe glaubwürdig, wie Madison sich vom übertriebenen Ehrgeiz heilt. Das liege nicht zuletzt an den authentischen Darstellenden.

## Filmfestivals (Auswahl)
- August 2020: Fünf Seen Filmfestival[3][10]
- September 2020: Goldener Spatz 2020 (Eröffnungsfilm)[10]
- September 2020: Lucas – Internationales Festival für junge Filmfans.
- Oktober 2020: Bremer Kinder- und Jugendfilmfest Kijuko
- Oktober 2020: Kinder und Jugendfilmfest Rabazz (Eröffnungsfilm)
- Oktober 2020: Internationales Filmfestival Schlingel
- Oktober 2020: Bielefeld Kinderfilmfestival (Auszeichnung mit dem Publikumspreis)
- Oktober 2020: Kinderfilmfest Münster
- November 2020: Oulu International Children’s and Youth Film Festival
- November 2020: Tallinn Black Nights Film Festival
- März 2021: Montréal International Children’s Film Festival
- Mai 2021: Shum Bola Kinderfilm Festival (Eröffnungsfilm)
- Juni 2021: Diagonale[4]

## Auszeichnungen und Nominierungen
- 2021: Filmfest München – Kindermedienpreis Der weiße Elefant[14]
- 2021: Nominierung für den Preis der deutschen Filmkritik als bester Kinderfilm[15]
- 2022: Österreichischer Filmpreis – Nominierung für den Besten Schnitt (Britta Nahler)[16]